# Fédération française des sports de glace
La Fédération française des sports de glace (FFSG) est une fédération sportive française regroupant des disciplines très diverses et qui ont comme dénominateur commun de se pratiquer sur la glace. Ce regroupement est un cas unique dans le sport français, ce qui explique sa grande complexité structurelle.

## Création
Dès 1903, une première association, l'UFFSA (Union des Fédérations françaises des Sports de Glace), commence à gérer tous les sports de glace en France. En 1908, la Fédération française des Sports d'Hiver est créée avec Louis Magnus comme premier président. Elle regroupe alors les disciplines suivantes : patinage de vitesse, patinage artistique, danse sur glace, hockey sur glace et curling. En 1920, juste après la Première Guerre mondiale, une nouvelle association est créée sous le nom d'Union des Fédérations françaises des Sports d'Hiver.
Il faut attendre 1941, pendant la Seconde Guerre mondiale, pour que Georges Guérard et Jacques Lacarière demandent à l'État de Vichy la création et l'officialisation de la Fédération française des Sports de Glace. Celle-ci reçoit l'agrément ministériel (n°1391) le 4 novembre 1942.

## Disciplines
La fédération française des sports de glace regroupe plusieurs disciplines sportives :
- Sports artistiques : patinage artistique, danse sur glace, patinage synchronisé et ballet sur glace, Freestyle sur glace
- Sports de performance sur patinoire : short-track
- Sports de performance sur piste glacée : bobsleigh, luge et skeleton
- Sport de précision : curling

De 1942 à 2006, la FFSG a également géré le hockey sur glace français, jusqu'à la création de la Fédération française de hockey sur glace le 29 avril 2006.
Depuis janvier 2023, par délégation du ministère des sports, la discipline de la longue piste sur glace est affiliée à la Fédération française de roller et skateboard.

## Missions
La FFSG est agréée par le ministère des Sports. Ainsi, ses statuts lui demandent de réaliser de multiples missions qui ont un caractère de service public. Voici la liste de ses missions données par le site de la FFSG :
- régir, organiser et développer tous les sports qui se pratiquent sur la glace (à l'exception du hockey sur glace),
- établir tous les règlements concernant les activités qu'elle organise, dans le respect des règles internationales,
- orienter, coordonner et surveiller l'activité des associations sportives qui lui sont affiliées,
- organiser démocratiquement la vie associative, promouvoir l'éducation des jeunes par les activités physiques et sportives,
- organiser et rendre accessible la pratique des activités physiques et sportives,
- former les dirigeants, les animateurs, les enseignants et les entraîneurs fédéraux bénévoles,
- développer l'emploi sportif,
- organiser la surveillance médicale de ses licenciés en liaison avec les structures spécialisées,
- organiser les compétitions sportives à l'issue desquelles sont délivrés les titres internationaux, nationaux, régionaux et départementaux,
- procéder aux sélections correspondantes et proposer l'inscription de sportifs sur les listes des athlètes de haut niveau.

La FFSG est en relation avec 4 fédérations internationales différentes :
- l'International Skating Union (ISU)
- la Fédération internationale de luge de course (FIL)
- la Fédération internationale de bobsleigh et de tobogganing (FIBT)
- la World Curling Federation (WCF)

## Violences sexuelles
Pour un article plus général, voir Violences sexuelles et sexistes dans le sport français.
En 2020, Sarah Abitbol, ancienne patineuse internationale française dénonce les viols qu'elle a subis dans son adolescence par son ancien entraîneur Gilles Beyer. Par ailleurs, plusieurs patineuses de haut niveau indiquent avoir été violées par leurs entraîneurs. Béatrice Dumur et Anne Bruneteaux évoquent des viols et des agressions par Michel Lotz. Hélène Godard accuse Gilles Beyer, le même entraineur que Sarah Abitbol mais aussi Jean-Roland Racle qui n'est pas poursuivi, les faits étant prescrits,.
En lien avec ces témoignages de 2020, un collectif d'anciens sportifs et professionnels lance une pétition à l'encontre de Didier Gailhaguet, président de la fédération française des sports de glace pour demander sa démission « pour manquement à la sécurité des enfants depuis plus de 20 ans. ». Il démissionne et Nathalie Péchalat lui succède.
En février 2025, un ancien entraîneur de la patinoire d’Asnières-sur-Seine, Sébastien C., est condamné à sept ans de prison pour viols sur des jeunes filles de 13 et 14 ans au moment des faits.

## Présidents de la FFSG
|    | Présidents de la FFSG   | Dates de présidence | Sports d'origine    | Remarques                                                        |
| -- | ----------------------- | ------------------- | ------------------- | ---------------------------------------------------------------- |
| 1  | Georges Guérard         | 1941-1961           |                     |                                                                  |
| 2  | Édouard Lafonta         | 1962-1963           |                     |                                                                  |
| 3  | Philippe Potin          | 1964-1967           | Hockey sur glace    | Héritier de l'enseigne Félix Potin et mécène du hockey sur glace |
| 4  | Jacques Favart          | 1968-1969           | Patinage artistique | Président de l'ISU de 1967 à 1980                                |
| 5  | Antoine Faure           | 1970-1971           | Hockey sur glace    | Président de l'Étoile Sportive Briançonnaise (ESB)               |
| 6  | Jean Heckly             | 1972-1980           | Patinage de vitesse |                                                                  |
| 7  | Pierre Courbe-Michollet | 1980-1984           |                     |                                                                  |
| 8  | Jean Ferrand            | 1984-1990           | Hockey sur glace    | Il meurt en cours de mandat en 1990.                             |
| 9  | Bernard Goy             | 1990-1998           | Hockey sur glace    |                                                                  |
| 10 | Didier Gailhaguet       | 1998-2004           | Patinage artistique | 1er mandat, il démissionne à la suite du scandale des JO de 2002 |
| 11 | Norbert Tourne          | 2004-2006           | Patinage de vitesse |                                                                  |
| 12 | Claude Ancelet          | 2006-2007           | Patinage artistique |                                                                  |
| 13 | Didier Gailhaguet       | 2007-2020           | Patinage artistique | 2e mandat, il démissionne à la suite de l'affaire Sarah Abitbol  |
| 14 | Nathalie Péchalat       | 2020-2022           | Danse sur glace     |                                                                  |
| 15 | Gwenaëlle Gigarel-Noury | 2022-               |                     |                                                                  |

## Directeurs techniques nationaux
Le Directeur technique national (DTN) est un technicien de haut niveau placé sous la double autorité du ministère des Sports et du président de la fédération.
- Jean-Michel Oprendek (2001-2003)
- Patrick Ranvier (2003-2006)
- Robert Dureville (2006-2009)
- Charles Dumont (2009-2010)
- Xavier Sendra (2010-2014)
- Thierry Soler (2015-2017)
- Rodolphe Vermeulen (2017-2020)
- Frédérique Blancon (2020-2022)
- Djamel Cheikh (depuis 2022)

## Identité visuelle

Logo de 2013 à 2020.
Logo depuis 2020.